# Estación de Sigüenza
Sigüenza es una estación de ferrocarril situada en el municipio español de Sigüenza, en la provincia de Guadalajara, región de Castilla-La Mancha. Dispone de servicios de Media Distancia operados por Renfe.

## Situación ferroviaria
La estación se encuentra en el punto kilométrico 139,7 de la línea férrea de ancho ibérico que une Madrid con Barcelona a 986 metros de altitud, entre las estaciones de Cutamilla y Alcuneza. El tramo es de doble vía y está electrificado.

## Historia
La estación fue inaugurada el 2 de julio de 1862 con la apertura del tramo Jadraque - Medinaceli de la línea férrea Madrid-Zaragoza por parte de la Compañía de los Ferrocarriles de Madrid a Zaragoza y Alicante o MZA. El edificio inicial estaba formado por un cuerpo central y dos alas de una altura. El conjunto alcanzaba los 28 x 9,70 metros. En 1922 se añadieron unos muelles y cobertizos. Sin embargo, durante la Guerra Civil la estación quedó destruida siendo reconstruida posteriormente con su diseño actual. En 1941, la nacionalización del ferrocarril en España supuso la integración de la compañía en la recién creada RENFE. 
El 15 de mayo de 1979 entró en servicio la subestación eléctrica, telemandada desde Madrid-Chamartín. No obstante, la via no se electrificó ni se duplicó hasta el 19 de septiembre de 1985, completándose los trabajos en la línea el año siguiente.
Desde el 31 de diciembre de 2004 Renfe Operadora explota la línea mientras que Adif es la titular de las instalaciones ferroviarias.
Entre 1985 y 2015 el tren «Estrella Costa Brava» hacía parada en la estación. El 7 de abril de 2015 efectuó por última vez este servicio, dejando sin trenes de Larga Distancia a esta estación.

## La estación

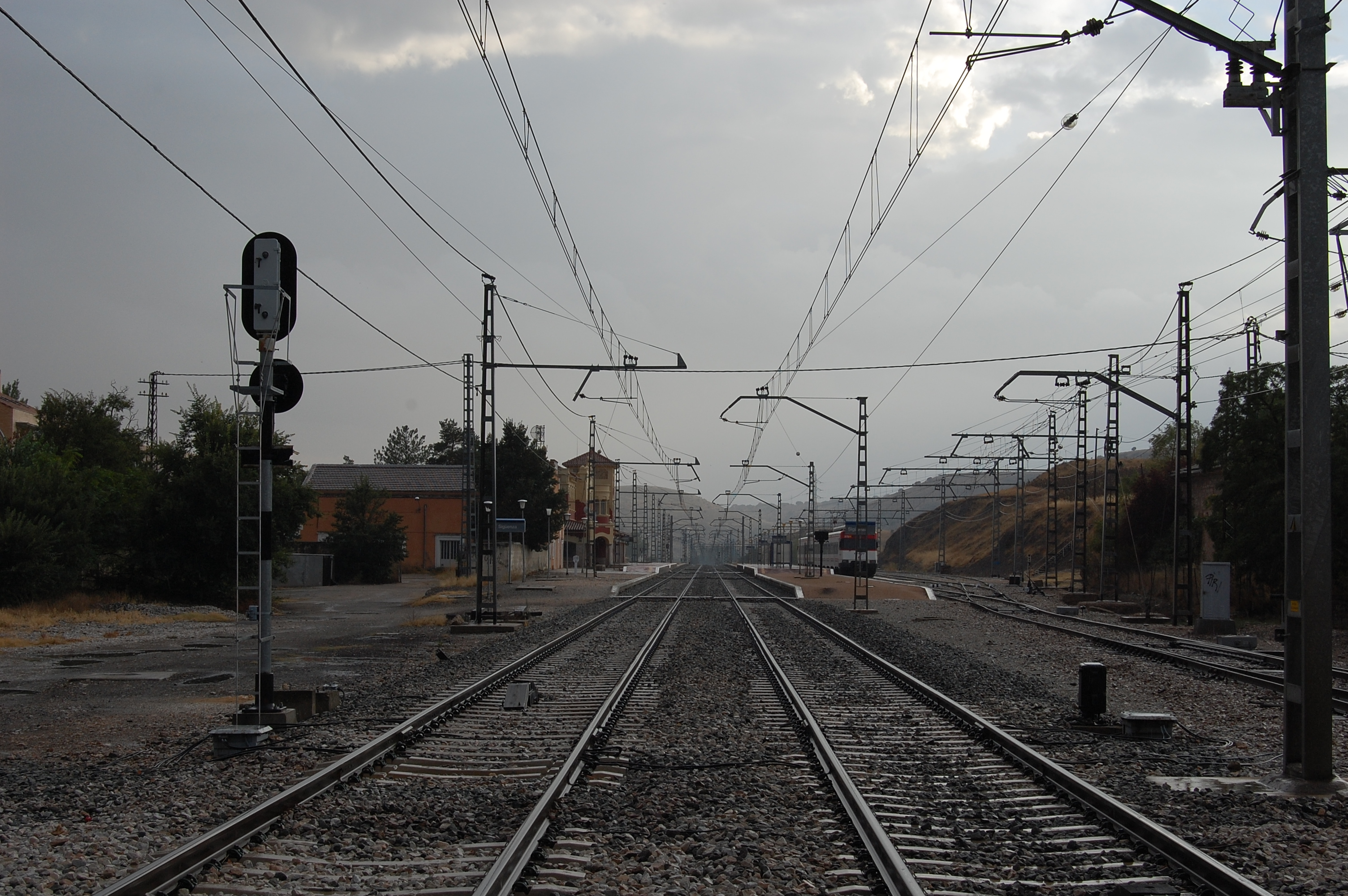
Vista general de la playa de vías

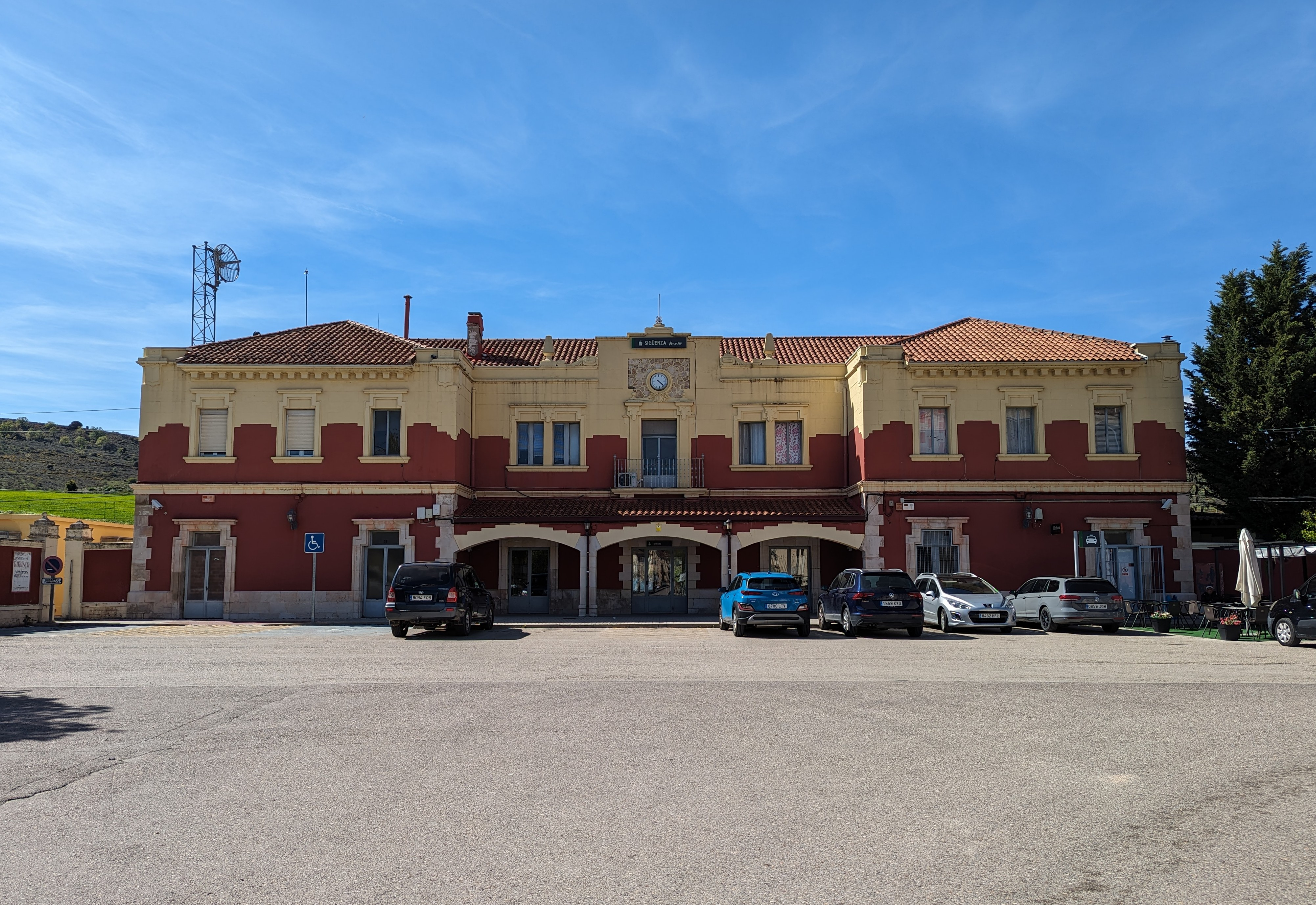
Fachada del edificio de viajeros

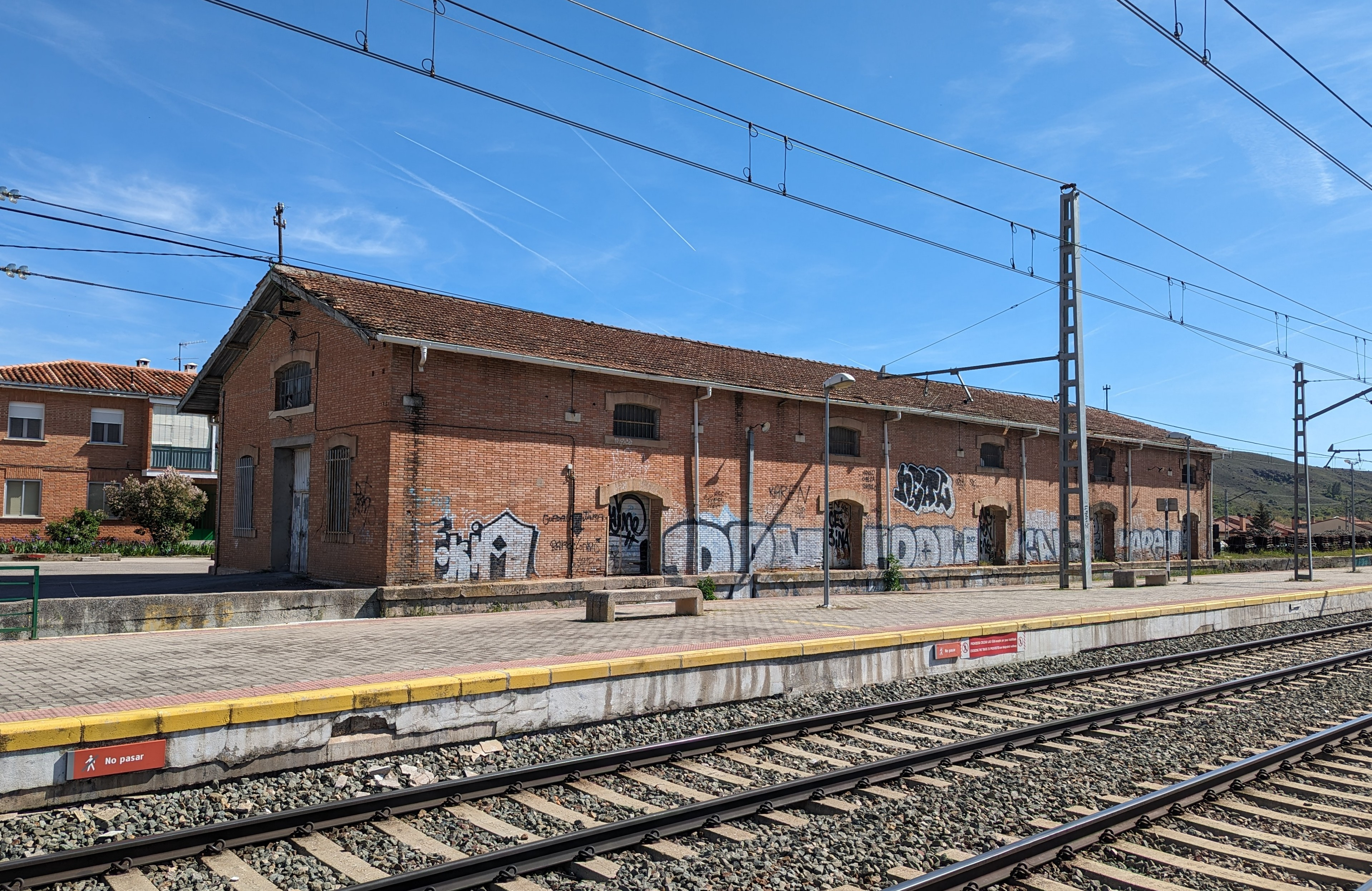
Antiguo muelle de carga

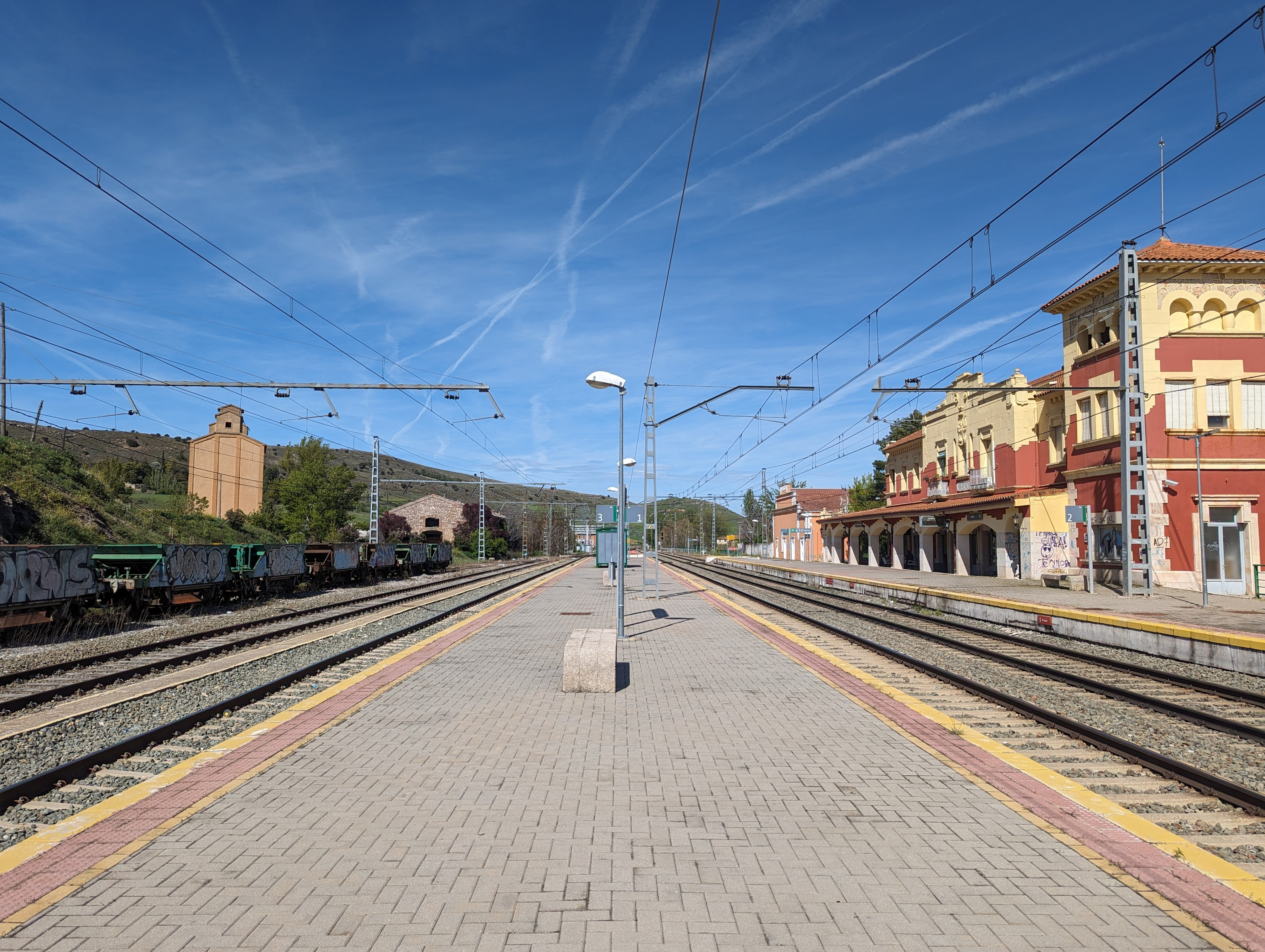
Andenes. A la derecha, el edificio de viajeros. A la izquierda, el silo de la Red Nacional de Silos y Graneros

La estación se sitúa al noroeste de la ciudad al final de una larga avenida junto al río Henares y a la carretera a Soria. Su diseño está inspirado en la arquitectura del siglo XVIII siguiendo la corriente tradicionalista propia de la posguerra. El edificio es una obra heterodoxa, de dos pisos dotada de gran riqueza ornamental la cual se ve potenciada por el bicromatismo usado en las paredes. En una de las esquinas del mismo, del lado de los andenes se encuentra una torre de planta cuadrada de tres pisos, ligeramente más elevada que el conjunto y que contiene los enclavamientos.
Superando el amplio vestíbulo se accede al andén principal, de disposición lateral. La estación posee otro andén más, central al que acceden otras dos vías. Más vías se dedican a labores de carga y apartado. Los cambios de andén se realizan a nivel. 
Cuenta con aseos, cafetería y está parcialmente adaptada a las personas con discapacidad. En la actualidad no hay venta de billetes en la propia estación, aunque hay construida una oficina para tal efecto. En el exterior existe una parada de taxis.
El horario de la estación es de 8.30 hrs a 22.20 hrs.

## Servicios ferroviarios

### Larga Distancia
La puesta en marcha de la línea de alta velocidad entre Madrid y Barcelona supuso una drástica reducción del tráfico de grandes líneas. Actualmente no existe ningún servicio de estas características.

### Media Distancia
Renfe presta servicio de Media Distancia gracias a sus trenes Regionales y Regional Exprés ofreciendo trayectos cuyos destinos principales son Madrid, Lérida, Zaragoza, Barcelona y Soria.

### Tren turístico
La oferta de Media Distancia se completa con un tren turístico llamado Tren Medieval de Sigüenza que une Madrid con Sigüenza y que circula en fechas concretas durante los meses de primavera, verano y otoño. El trayecto se realiza con ramas convencionales aunque en su interior existan actores vestidos de época tratando de amenizar la hora y media que dura el viaje. El convenio entre Renfe y el ayuntamiento de la ciudad, vigente desde el 2006, busca así potenciar el turismo local e incluye visita guiada por Sigüenza y degustación de dulces. 